# A Collection of Songs Written and Recorded 1995–1997
A Collection of Songs Written and Recorded 1995-1997 ist das Debütalbum von Bright Eyes. Es wurde in der Zeit zwischen 1995 und 1997 aufgenommen und im Januar 1998 über Saddle Creek veröffentlicht.
Das Album wurde nahezu im Alleingang von Conor Oberst eingespielt und enthält – im Gegensatz zu späteren Veröffentlichungen von Bright Eyes – nur sehr wenige Beiträge von anderen Musikern. Es kann daher mehr oder weniger als Ein-Mann-Projekt von Conor Oberst betrachtet werden. (vgl. auch Abschnitt Beteiligte Musiker)

## Titelliste
1. The Invisible Gardener – 2:24
2. Patient Hope in New Snow – 4:07
3. Saturday as Usual – 3:38
4. Falling Out of Love at This Volume – 2:17
5. Exaltation on a Cool Kitchen Floor – 2:26
6. The Awful Sweetness of Escaping Sweat – 4:05
7. Puella Quam Amo Est Pulchra – 3:11
8. Driving Fast Through a Big City at Night – 2:11
9. How Many Lights Do You See? – 3:31
10. I Watched You Taking Off – 3:57
11. A Celebration Upon Completion – 4:15
12. Emily, Sing Something Sweet – 3:01
13. All of the Truth – 3:44
14. One Straw (Please) – 2:49
15. Lila – 2:51
16. A Few Minutes on Friday – 4:08
17. Supriya – 2:29
18. Solid Jackson – 4:31
19. Feb. 15th – 4:06
20. The 'Feel Good' Revolution – 3:31

## Stil
Das Album klingt, mangels professioneller Aufnahmetechnik, sehr Lo-Fi. Die meisten Lieder sind recht spärlich instrumentiert. Der eigenwillige Gesang von Conor Oberst steht dadurch häufig im Vordergrund.

## Rezeption
Zur Veröffentlichung erhielt das Album keine große Aufmerksamkeit, sodass die wenigen existierenden Rezensionen das Album nur in der Rückschau betrachten, als Bright Eyes schon einen gewissen Bekanntheitsgrad hatten.
So bewertet Allmusic das Album anlässlich eines Re-Releases im Juni 2000 mit 2,5 von 5 Punkten. Einerseits lobt der Rezensent die Songwritingfähigkeiten des jungen Conor Oberst („Even at a young age, it's clear that Oberst is an extremely talented songwriter“), kritisiert aber in Teilen den Gesang („there are plenty of sour moments […], but they are almost always the result of the singer's delivery“).

## Beteiligte Musiker
- Conor Oberst
- Ted Stevens – Schlagzeug auf The Awful Sweetness of Escaping Sweat
- Todd Fink – Schlagzeug auf A Celebration Upon Completion
- M. Bowen – Schlagzeug auf One Straw (Please)
- Neely Jenkins – Hintergrundgesang auf Feb. 15th
- Matthew Oberst, Sr. – Gitarre auf The 'Feel Good' Revolution